# Лэнгли (авиабаза)
Авиабаза Лэнгли (англ. Langley) — военная авиационная база Военно-воздушных сил США, расположенная вблизи городов Хамптон и Ньюпорт-Ньюс штата Виргиния США. Названа в честь пионера авиации Сэмюэля Пирпонта Лэнгли.

## Современное состояние
На авиационной базе с 1992 года развернут командный пункт и центр управления Боевого авиационного командования.
На аэродроме базируется 1-е истребительное крыло на самолётах Lockheed/Boeing F-22 Raptor и McDonnell Douglas F-15 Eagle и 480-е разведывательное крыло.
С 1 октября 2010 года авиабаза Лэнгли объединена с соседней авиационной базой Форт Юстис (Fort Eustis). Новая база получила наименование Лэнгли-Юстис.

## История

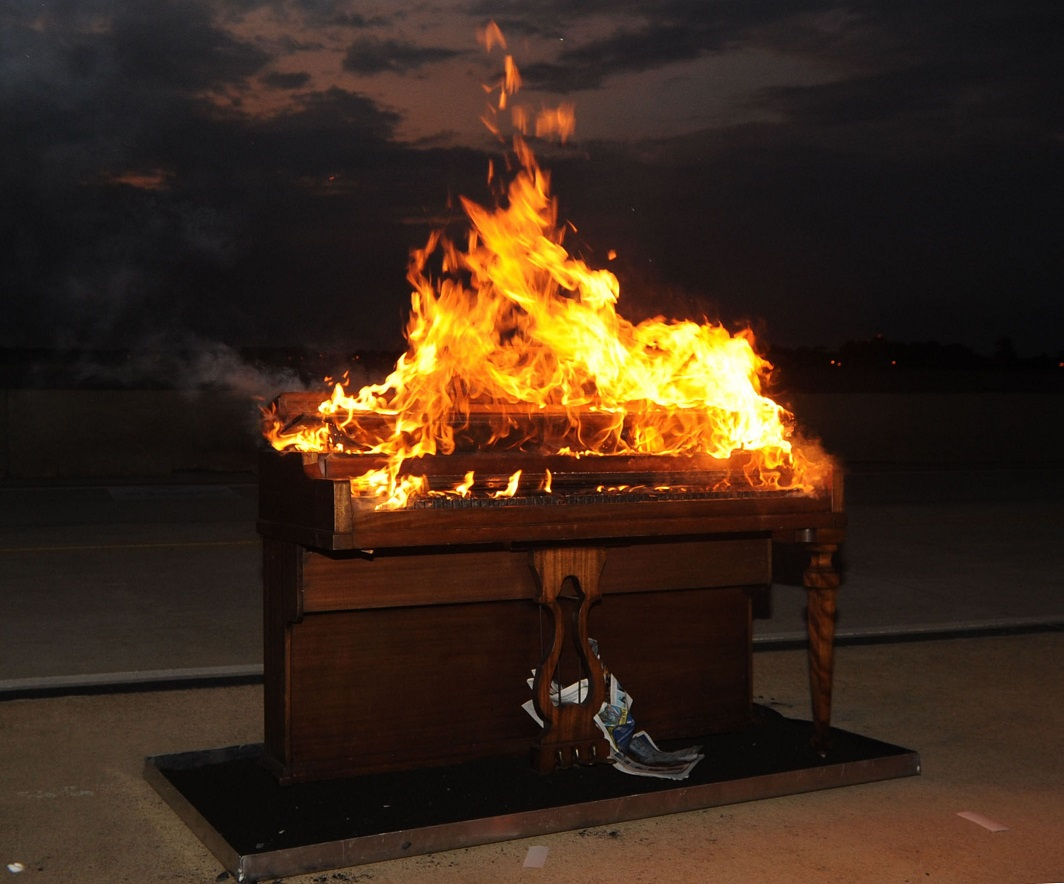
Церемония сожжения пианино на авиабазе Лэнгли по случаю 94-летия 94-й истребительной эскадрильи, 2011 год

В 1916 году Национальный консультативный комитет по воздухоплаванию США, предшественник нынешнего американского космического агентства NASA, в связи с необходимостью координации авиационной отрасли в условиях участия США в Первой мировой войне создал базу для объединения авиации ВМС и армии Соединённых Штатов. В качестве основы для авиабазы был выбран район в трёх километрах к северу от города Хэмптон.
Аэродром стал одним из тридцати двух учебных лагерей, созданных после вступления Соединённых Штатов в Первую мировую войну в апреле 1917 года. На аэродроме размещались самолёты Curtiss JN-4 Jenny и Airco DH.4.
В 1946 авиабаза стала основой для размещения созданного Тактического авиационного командования (ТАК). В 1948 году на аэродроме были размещены истребительные подразделения ТАК, а сам он был переименован в авиационную базу Лэнгли (Langley Air Force Base).
В 1992 году на базе был развернут командный пункт и центр управления Боевого авиационного командования, которое там располагается по сей день.

## Ссылки

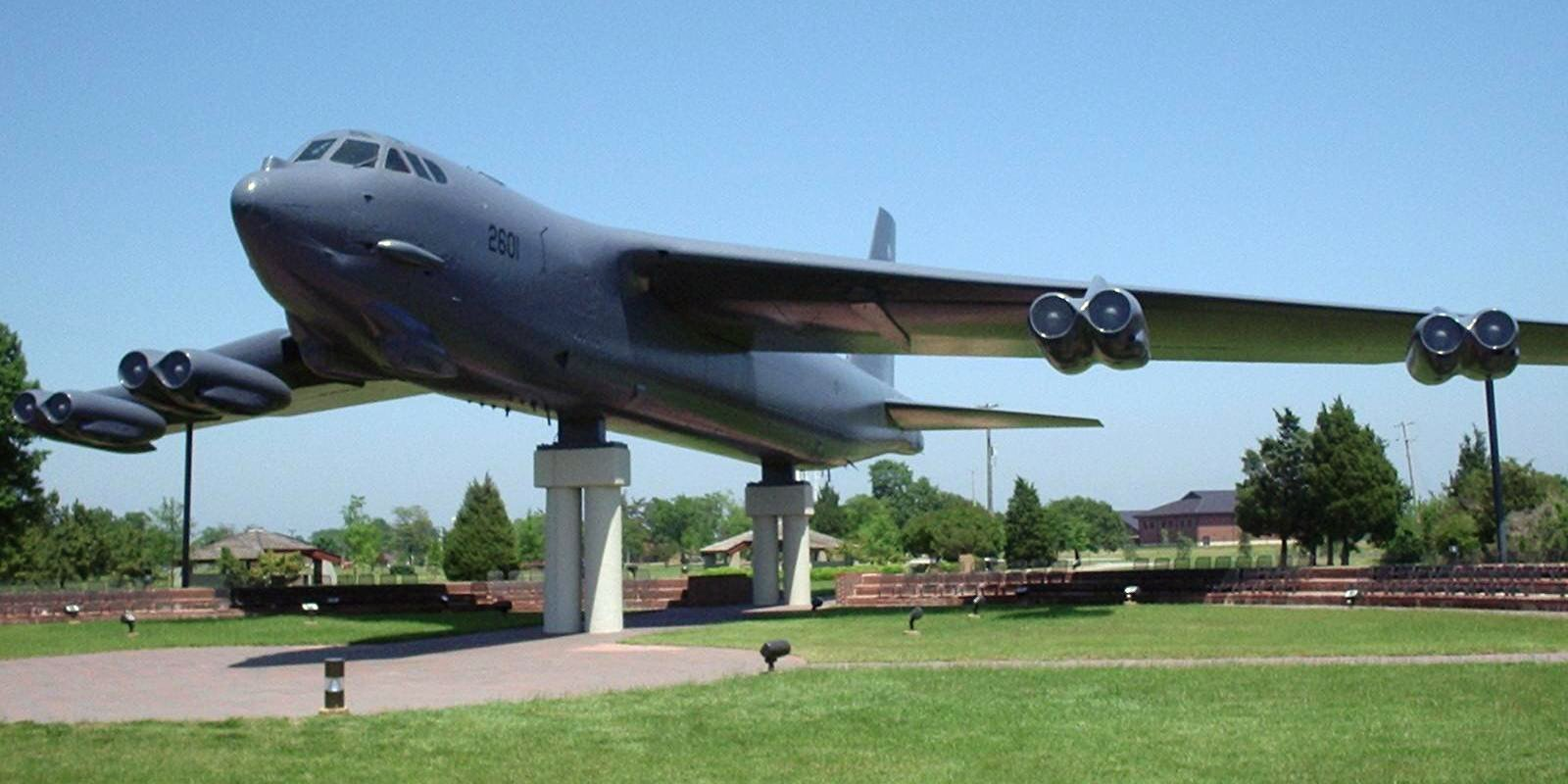
B-52 в Лэнгли